# Markéta Červinková
Markéta Červinková (* 24. dubna 1997 Česká Lípa) je česká politička, od roku 2020 zastupitelka Libereckého kraje, od roku 2022 zastupitelka města Česká Lípa, členka hnutí SLK.

## Život
Vystudovala Střední uměleckoprůmyslovou školu hudebních nástrojů a nábytku v Hradci Králové, obor design interiérů, studovala architekturu na Fakultě architektury ČVUT v Praze a posléze na Fakultě umění a architektury Technické univerzity v Liberci. Ani jedno vysokoškolské studium nebylo úspěšně zakončeno.
Na Technické univerzitě v Liberci organizovala v březnu 2018 výstražnou stávku Vyjdi ven, která vyzývala ústavní činitele k dodržování ústavních zvyklostí. V letech 2017 až 2019 se také podílela na činnosti občanských uskupení Společně to dáme a Milion chvilek pro demokracii v Libereckém kraji.
V návaznosti na své působení v rodné České Lípě a studium architektury se zasazuje o vznik pozice městského architekta. Podařilo se jí ve spolupráci s vedoucími ateliéru a studenty na FUA TUL navázat spolupráci, kdy studenti architektury zpracovávali v letním semestru 2019 téma České Lípy. Vzniklo 12 prací, které byly následně v září v České Lípě prezentovány za účasti celého vedení města. Aktivně také pořádala přednášky pod hlavičkou skupiny Proluka společně s Michalem Panáčkem a Vendulou Fedorčákovou.

## Politické působení
V komunálních volbách v roce 2018 v České Lípě kandidovala z 10. místa jako nestranička za hnutí SLK na kandidátce koalice „ŽIVÁ LÍPA“. Ve volbách získala 2 057 hlasů a nebyla zvolena. Po volbách se stala členkou výboru pro rozvoj města a památky. V roce 2019 do SLK vstoupila.
V krajských volbách v roce 2020 v Libereckém kraji kandidovala na 18. místě kandidátky hnutí SLK. Získala 663 preferenčních hlasů a stala se tak historicky nejmladší zastupitelkou Libereckého kraje. Následně byla zvolena členkou výboru pro hospodářský, regionální rozvoj a rozvoj venkova a členkou komise architektů a urbanistů.
V komunálních volbách v roce 2022 v České Lípě kandidovala z 5. místa jako členka hnutí SLK na kandidátce koalice „ŽIVÁ LÍPA“. Skončila jako první náhradnice. Nicméně těsně po volbách rezignoval její stranický kolega a ona se tak stala novou zastupitelkou města.
V krajských volbách v roce 2024 obhájila z pozice členky hnutí SLK post zastupitelky Libereckého kraje a stala se předsedkyní krajského zastupitelského klubu SLK. Následně byla zvolena místopředsedkyní výboru pro životní prostředí a zemědělství a členkou výboru kultury a cestovního ruchu.